# 出雲大社京都分院
出雲大社京都分院（いづもたいしゃきょうとぶんいん・京都大教会）は、京都府亀岡市にある神社。出雲大社教の一分院として、京都市内より平成5年に亀岡の地に遷宮造営した。「縁結びの神」「福の神」として知られる出雲大社の祭神・大国主大神（おおくにのぬし の おおかみ）の分霊を祀る。
大社造の建築様式で、拝殿は参拝者が出雲大社の方向へ向くよう建てられている。また、本殿の背後には大国主大神の使いである龍蛇神を祀る中山龍神社がある。

## 神事
- 歳旦祭 - 1月1日
- 春季祖霊大祭 - 3月11日
- 祖霊月並祭 - 4月15日
- 龍神祭 - 7月11日
- 秋季祖霊大祭 - 9月23日
- 大祭 - 11月23日
- 大祓い - 12月31日

## 境内

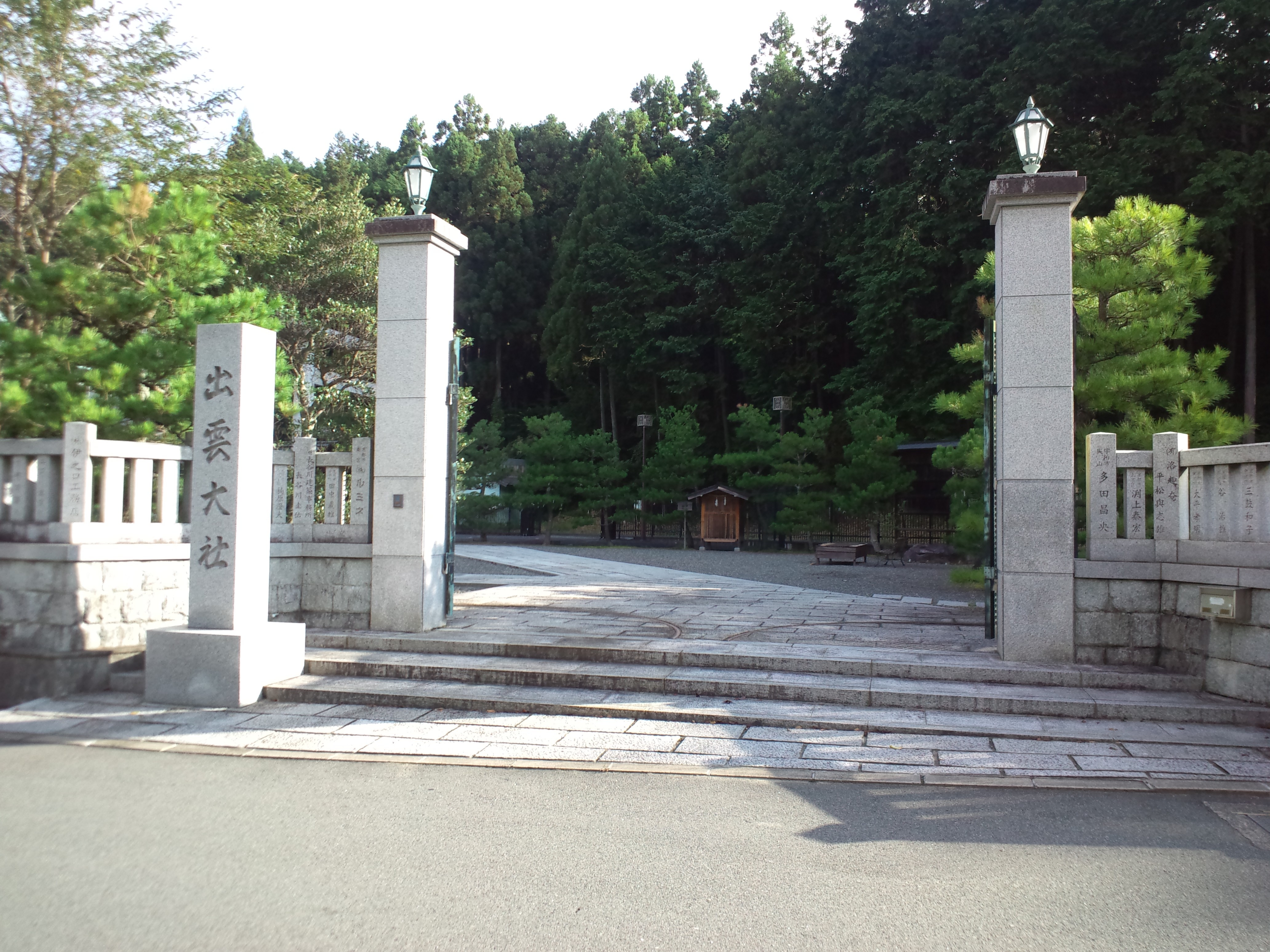
入口
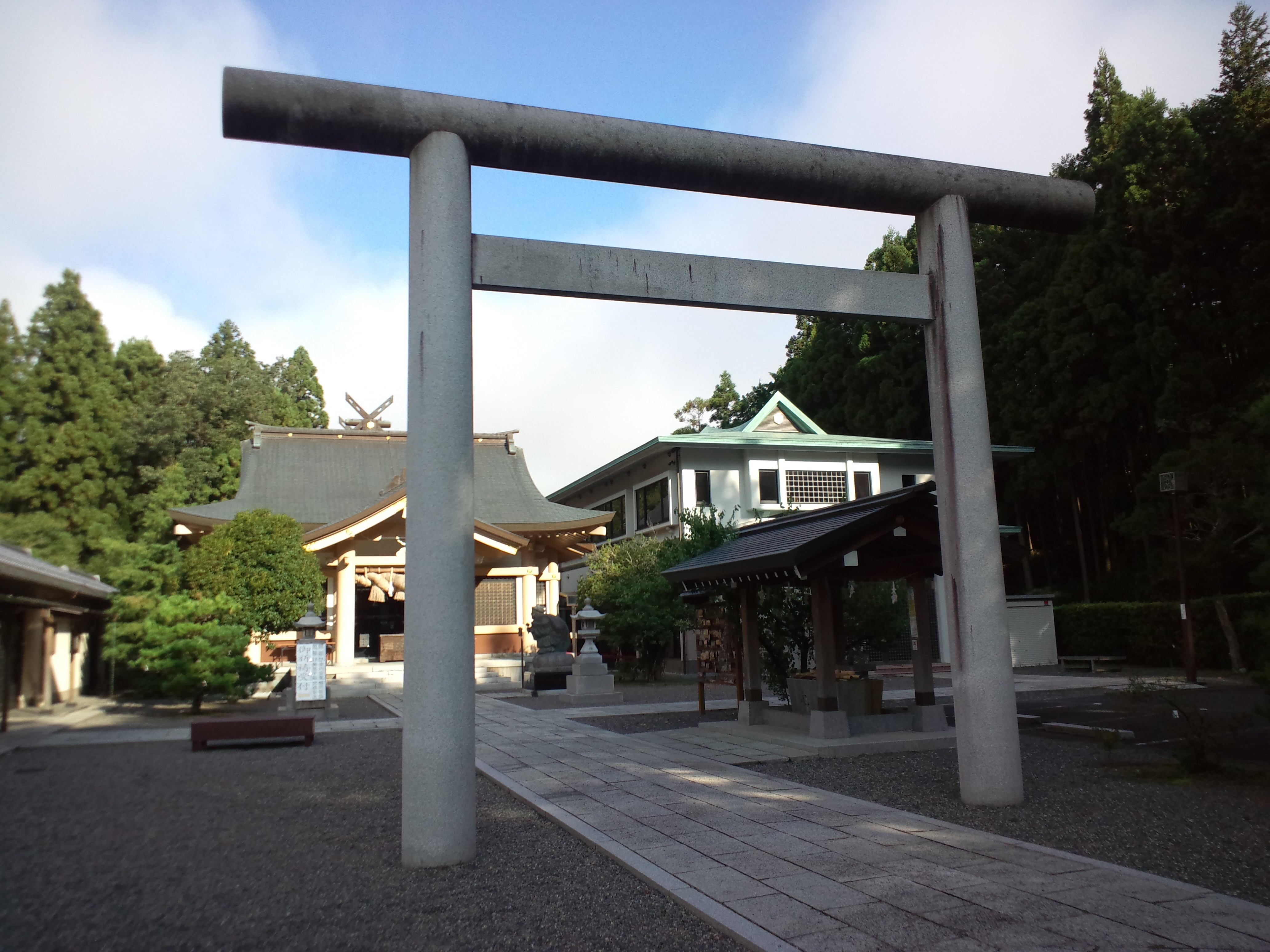
拝殿前の鳥居
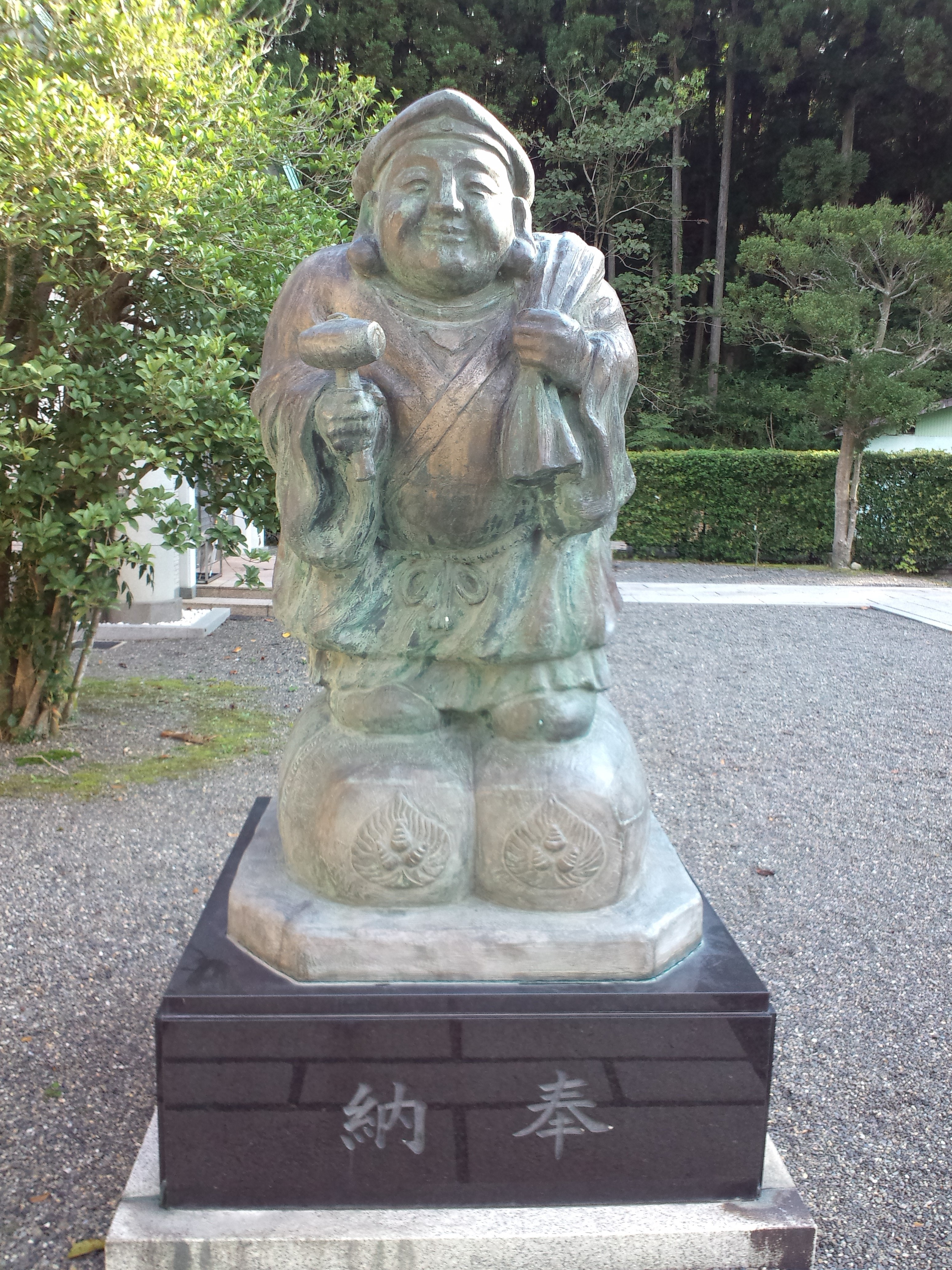
大黒天の像
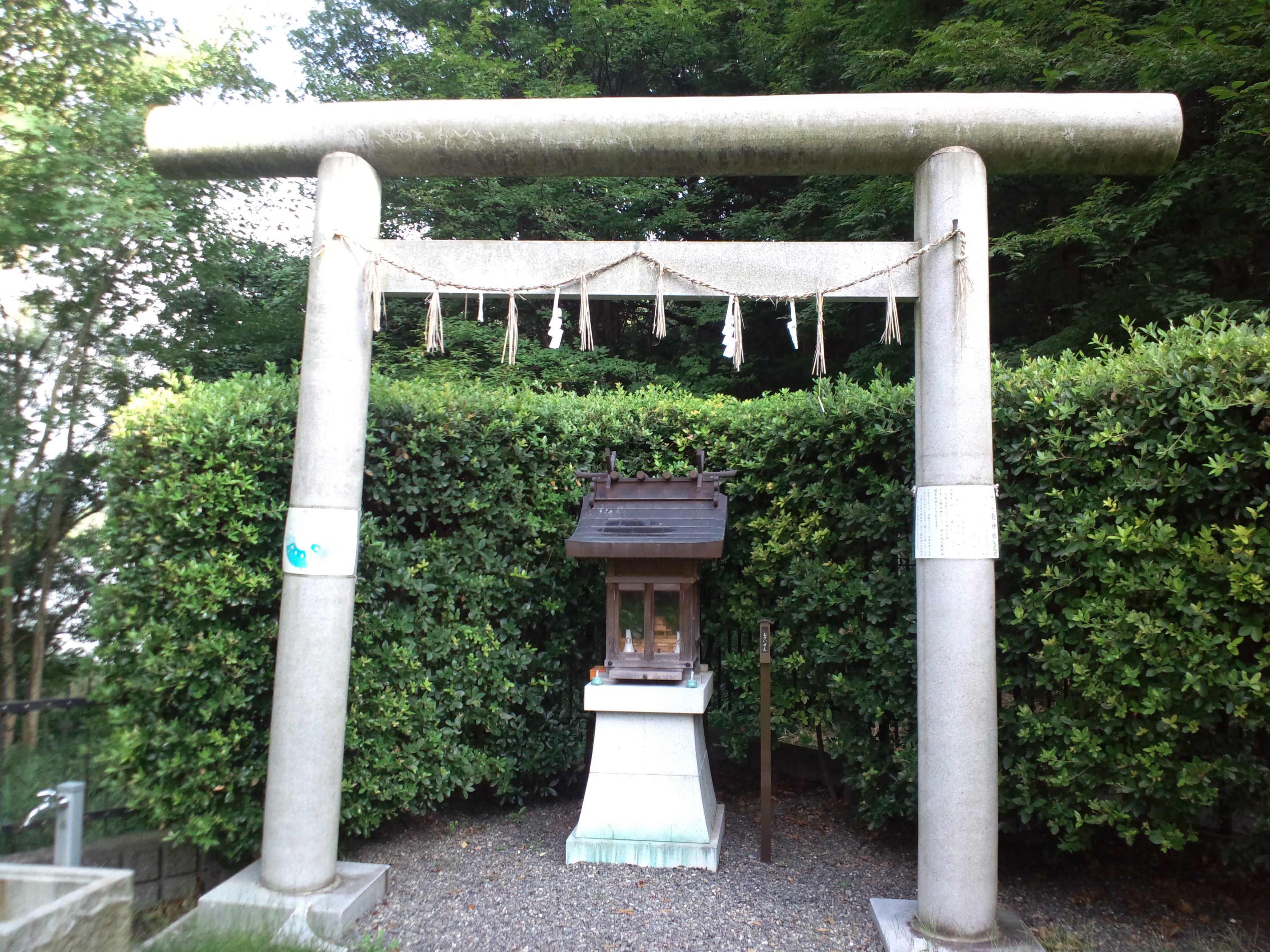
中山龍神社

## 交通アクセス
- JR亀岡駅南口から京阪京都交通バス 60号系統「京都先端科学大学」行きに乗車し、「西口」にて下車。(セブンイレブン亀岡インター東店の前) 徒歩約17分
- JR亀岡駅から車で8分
- 京都縦貫自動車道 亀岡IC下車すぐ